# Marta Wolff Echeverri
Martha Isabel Wolff Echeverri es una entomóloga colombiana de ascendencia alemana. Se ha especializado en entomología forense, que -entre otras cosas- ayuda a establecer aproximadamente hace cuánto tiempo ha muerto una persona u otro animal.

## Biografía
Estudió biología en la Universidad de Antioquia y alcanzó el grado de doctora en Ciencias Biológicas, especializándose en entomología.
Es docente y fundadora del Laboratorio de Entomología de la Universidad de Antioquia.
En 1997 comenzó a recolectar e identificar diversos insectos para la enseñanza y la conservación. Actualmente, la colección es una de las más grandes del país, conteniendo 30 de las órdenes de insectos que existen en la Tierra y cerca de un millón de ejemplares.

Los insectos son como una biblioteca, cada uno narra la historia del lugar (clima, altura, vegetación, sustrato) y época en que fue hallado, quedando como evidencia y registros para el futuro. Las especies colectadas en este laboratorio nos han dado detalles de contextos de lugares como bosques que ya no existen y que estos insectos son la prueba.

## Publicaciones
- 2006. Insectos de Colombia: Guía básica de familias. Fotografías de José Andrés Posada. Universidad de Antioquia, 2006. ISBN 9586559521